# شادي مرعي
شادي مرعي ولد في 20 كانون الثاني 1976 في اللاذقية، سورية. لاعب كرة قدم خط وسط.

## مسيرته
- بدأ شادي مرعي لعب كرة القدم في مدرسة تشرين لتعليم الصغار كرة القدم وانتقل عبر درجاته العمرية في الناشئين والشباب ولعب للفريق الأول حتى عام 1997 حيث نال مع تشرين بطولة الدوري السوري لكرة القدم
- هاجر إلى إيطاليا عام 1999 وبدأ لعب كرة القدم هناك في الدرجة الدوري الإيطالي الدرجة الرابعة, وهي أعلى درجات دوري الهواة الإيطالي.
- موسم 2001-2002 لعب أول مبارياته في الدرجة الدوري الإيطالي الدرجة الثالثة  [لغات أخرى]‏, ما يعادل الدرجة الرابعة من دوري المحترفين الإيطالي.
- موسم 2002-2003 سجل شادي هدفين ضد نادي فيورنتينا.
- موسم 2005-2006 وصل إلى الدرجة ليغا برو بريما ديفيزيوني  [لغات أخرى]‏, وهي الدرجة الثالثة من دوري المحترفين الإيطالي.

## إنجازاته

### النادي
- نادي تشرين السوري
  - الدوري السوري: 1996/97
- U.S. Poggibonsi

فريق تشرين بطل الدوري السوري 1996-1997

  - الدوري الإيطالي الدرجة الرابعة winner: 2000/01
- Massese[الإنجليزية]
  - الدوري الإيطالي الدرجة الرابعة winner: 2003/04[1]
  - الدوري الإيطالي الدرجة الثالثة  [لغات أخرى]‏ winner: 2004/05
- نادي لوكيزي
  - الدوري الإيطالي الدرجة الرابعة winner: 2008/09[2]

### منتخب سورية
- بطولة آسيا للشباب لكرة القدم 1994: Runners-up 1996

## وصلات خارجية
- (بالإيطالية) Profile at TuttoCalciatori